# 天主教保罗阿方索教区
天主教保羅阿方索教區（拉丁語：Dioecesis Paulalfonsanensis），是巴西一個天主教教區，位於巴伊亞州東北部。屬費拉迪聖安娜總教區。
教區成立於1971年9月14日。2004年有教友488,698人，佔總人口81.3%。有廿六個堂區、司鐸廿九人。現任教區主教為愛德華·貝內斯·德沙霤士·羅德里格斯。